# Teorema multinomial
En matemática, el teorema multinomial describe cómo se expande una potencia de una suma de variables, en términos de potencias de las variables de esa suma. Es la generalización del teorema del binomio a multinomios.

## Teorema
Para cualquier entero positivo m y cualquier entero no negativo n, el teorema indica cómo una suma con m términos se expande cuando se eleva a una potencia arbitraria n:
{\displaystyle (x_{1}+x_{2}+\cdots +x_{m})^{n}=\sum _{k_{1}+k_{2}+\cdots +k_{m}=n}{n \choose k_{1},k_{2},\ldots ,k_{m}}x_{1}^{k_{1}}x_{2}^{k_{2}}\cdots x_{m}^{k_{m}}}
donde {\textstyle {n \choose k_{1},k_{2},\ldots ,k_{m}}={\frac {n!}{k_{1}!\,k_{2}!\cdots k_{m}!}}} es un coeficiente multinomial. La suma se toma sobre todas las combinaciones de índices enteros no-negativos {\displaystyle k_{1}} a {\displaystyle k_{m}}, cuya suma sea igual a n:
{\displaystyle k_{i}\geq 0\quad /\quad k_{1}+k_{2}+\cdots +k_{m}=n.}
Es decir, para cada término de la expansión, los exponentes de las variables {\displaystyle x_{i}} deben sumar n. Además, al igual que con el teorema del binomio, las cantidades de la forma {\displaystyle x_{i}^{0}}, se toman como iguales a 1 (incluso cuando {\displaystyle x_{i}} es igual a 0).
En el caso en que se tienen {\displaystyle m=2} variables, esta afirmación se reduce a la del Teorema del binomio:
{\displaystyle (x_{1}+x_{2})^{n}=\sum _{k_{1}+k_{2}=n}{n \choose k_{1},k_{2}}x_{1}^{k_{1}}x_{2}^{k_{2}}=\sum _{k_{1}=0}^{n}{\frac {n!}{k_{1}!(n-k_{1})!}}x_{1}^{k_{1}}x_{2}^{n-k_{1}}=\sum _{k_{1}=0}^{n}{n \choose k_{1}}x_{1}^{k_{1}}x_{2}^{n-k_{1}}.}

## Ejemplos
Consideremos el caso de {\displaystyle m=3} variables y exponente {\displaystyle n=5}. Es decir, queremos desarrollar la siguiente potencia de una suma de tres variables: {\displaystyle (x_{1}+x_{2}+x_{3})^{5}}. El teorema del multinomio afirma que el desarrollo es de la forma:
{\displaystyle (x_{1}+x_{2}+x_{3})^{5}=\sum _{k_{1}+k_{2}+k_{3}=5}{5 \choose k_{1},k_{2},k_{3}}x_{1}^{k_{1}}x_{2}^{k_{2}}x_{3}^{k_{3}}}, donde se define cada coeficiente multinomial como: {\displaystyle {5 \choose k_{1},k_{2},k_{3}}={\frac {5!}{k_{1}!k_{2}!k_{3}!}}}.
Es decir que se tiene un sumando por cada terna de exponentes enteros no negativos {\displaystyle k_{1},k_{2},k_{3}}, cuya suma sea cinco: {\displaystyle k_{1}+k_{2}+k_{3}=5}. Por ejemplo, los valores {\displaystyle k_{1}=3,k_{2}=0,k_{3}=2}, corresponden al sumando {\displaystyle x_{1}^{3}x_{2}^{0}x_{3}^{2}=x_{1}^{3}x_{3}^{2}}. El teorema del multinomio afirma que el coeficiente que multiplica a dicho sumando es: {\displaystyle {5 \choose 3,0,2}={\frac {5!}{3!0!2!}}=10.}